# E.L.M.A. Tres
Die E.L.M.A. Tres war ein deutsches Containerschiff, das am 26. November 1981 im Atlantik sank, wobei 23 Seeleute starben.

## Geschichte
Das Schiff wurde am 29. Dezember 1978 von der Bremerhavener Werft Schichau Unterweser (SUAG) als Corinna Drescher an die Reederei Joachim Drescher übergeben. Es trat daraufhin eine Zweijahrescharter beim Lloyd Brasileiro an und fuhr unter dem Namen Lloyd Baltimore. Ab 1981 fuhr es in Charter für die argentinische Staatsreederei Empresa Líneas Marítimas Argentinas (E.L.M.A.) als E.L.M.A. Tres.
Am 16. November 1981 begann das Schiff seine Reise mit Containern von Ilhéus (Brasilien) nach Boston. Bis zum 25. November verlief die Reise ohne besondere Vorkommnisse. Am 25. befand sich das Schiff im Seegebiet, rund 200 Seemeilen östlich der Bermudas, das Wetter verschlechterte sich zusehends auf Sturmstärke aus Nordwest. Die Geschwindigkeit wurde daraufhin reduziert und später der Verschlusszustand hergestellt.
Am nächsten Tag erreichte der Wind in Böen bereits volle Orkanstärke. Der Erste Offizier schätzte die Wellenhöhe auf etwa zehn bis zwölf Meter. Vormittags kontrollierte der Kapitän mit dem Ersten Offizier und dem Bootsmann die Sicherung der Container an Deck. Gegen Mittag erlitt die E.L.M.A. Tres einen Maschinenausfall, legte sich hart nach Backbord und blieb daraufhin mit etwa 25° Schlagseite antriebslos quer in der See liegen. Um 12:13 Uhr wurde folgender Funkspruch abgesetzt: „MS E.L.M.A. Tres Position 32°20'N, 60°40'W. Maschinenausfall. Schwere Schlagseite. Mehrere Container von Deck verloren. Erbitten dringend Hilfe.“ Dieser Funkspruch wurde vom 230 Seemeilen entfernten Motorschiff Hahnentor und dem Motorschiff Weimar aufgefangen. Nachdem zunächst noch Versuche unternommen wurden, Containerlaschings zu kappen, um die Decksladung zu reduzieren, nahm die Schlagseite des Schiffes rasch zu. Um 12:55 Uhr empfing die Hahnentor einen letzten Funkspruch: „Besatzung von 24 Mann geht in das Rettungsboot. Schiff sinkt“. Die beiden Schiffe Hahnentor und Weimar informierten daraufhin mehrere Küstenfunkstellen über das Sinken der E.L.M.A. Tres.
Das erste Schiff, das am Mittag des 27. die Unglücksstelle erreichte, war das liberianische Motorschiff Royal Eagle. Ein Suchflugzeug lotste es zu der Stelle, wo es einen Überlebenden auf einem kieloben treibenden Rettungsboot ausgemacht hatte. Um 13:34 Uhr, mehr als 24 Stunden nach dem Unglück, nahm die Royal Eagle den einzigen Überlebenden, den 29 Jahre alten Ersten Offizier Harald Marienfeldt aus Brunsbüttel, an Bord.
Bei der Untersuchung der Unglücksursache durch das Seeamt Hamburg wurden seitens der Gewerkschaft ÖTV schwere Vorwürfe gegen die Reederei hinsichtlich des Zustandes des Schiffes und des Ausbildungsstandes der überwiegend philippinischen Mannschaft erhoben. Das Seeamt befand in seinem Spruch, dass die Ursache des Untergangs nicht ermittelt werden konnte, kein Verschulden des Beteiligten nachgewiesen werden konnte und keine Mängel am Bau in der Stauung und Zurrung der Ladung sowie im Betrieb des Schiffes festgestellt worden seien. Das Seeamt beanstandete, dass der Erste Offizier die Stabilität des Schiffes nicht anhand der Stabilitätsgrenzwertkurve geprüft hat und fehlerhafte Ladungsbeispiele in den Stabilitätsunterlagen der Bauwerft. Den Vorwürfen der ÖTV ging das Seeamt ebenfalls nach, fand darin aber keine klärenden Aspekte. Das Institut für Schiffbau der Universität Hamburg entwickelte zur Untersuchung des Vorfalls eigens ein Computerprogramm.